# Zhang Xiaoguang
Zhang Xiaoguang (Chinees: 張曉光) (Jinzhou, mei 1966) is een Chinees ruimtevaarder. Hij werd in 1998 geselecteerd door de China National Space Administration.
Zhang’s eerste en enige ruimtevlucht was Shenzhou 10 en werd gelanceerd met een Lange Mars 2F-draagraket op 11 juni 2013. Tijdens de missie werd gekoppeld met de Chinese ruimtelaboratoriummodule Tiangong 1. Zhang was de piloot die de koppeling uitvoerde.